# Мамытов, Аман Мамытович
Аман Мамытович Мамытов (27 мая 1927, Бостери, Киргизская АССР — 25 января 1999, Бишкек, Кыргызстан) — советский и киргизский почвовед, видный учёный по почвоведению.

## Биография
Родился 27 мая 1927 года в Бостери.
В 1944 году поступил в Киргизский сельскохозяйственный институт, который он окончил в 1949 году. После окончания института устроился на работу в АН Киргизской ССР, где с 1949 по 1954 год был научным сотрудником. С 1954 по 1964 год заведовал Отделом почвоведения там же. В 1964 году был избран директором Киргизского филиала Среднеазиатского НИИ почвоведения. Данную должность он занимал 2 года. В 1966 году был избран директором Киргизского НИИ почвоведения. С 1974 года — член Президиума АН, а с 1978 года по 1984 год — вице-президент, с 1986 по 1993 годы — председатель Отделения химико-технологических и биологических наук АН Киргизской ССР. С 1972 по 1991 годы — заместитель председателя, член Президиума Восточного отделения ВАСХНИЛ, с 1994 года по 25 января 1999 года — член Президиума Национальной академии наук.
Скончался 25 января 1999 года, находясь на работе. Похоронен на Ала-Арчинском кладбище в городе Бишкеке (Кыргызстан).

## Научные работы
Основные научные работы посвящены вопросам генезиса, географии, классификации, картографии, агрохимии почв и земельного кадастра. Один из основателей нового научного направления — горного почвообразования.

## Членство в обществах
- 1961-91 — академик АН Киргизской ССР.
- c 1991 — академик НАН Кыргызстана
- 1972-92 — академик ВАСХНИЛ.
- с 1992 — иностранный член РАСХН.

## Награды и премии
- 1980 — Золотая медаль имени В. Р. Вильямса.
- 1997 — Орден «Данк»